# 藤本朱莉
藤本 あかり（ふじもと あかり、2月3日 - ）は、日本の女性シンガーソングライター、アイドル、作曲家、作詞家、振付師。静岡県出身。
2015年から
アイドルグループのHAPPY♡ANNIVERSARYのメンバーとして活動を開始。
同時期にシンガーソングライターとしてソロでの活動もしている。